# Еньо
Вижте пояснителната страница за други значения на Еньо.
Еньо (на френски: Esneux) е селище в Югоизточна Белгия, окръг Лиеж на провинция Лиеж. Населението му е около 13 100 души (2006).